# Eysus
Eysus település Franciaországban, Pyrénées-Atlantiques megyében. Lakosainak száma 617 fő (2022. január 1.). Eysus Asasp-Arros, Gurmençon, Lurbe-Saint-Christau és Oloron-Sainte-Marie községekkel határos.

## Népesség
A település népességének változása:
| Lakosok száma | 670  | 653  | 667  | 645  | 642  | 638  | 632  | 626  | 617  |
|               | 2013 | 2015 | 2016 | 2017 | 2018 | 2019 | 2020 | 2021 | 2022 |